# HSD17B14
HSD17B14 (англ. Hydroxysteroid 17-beta dehydrogenase 14) – білок, який кодується однойменним геном, розташованим у людей на короткому плечі 19-ї хромосоми. Довжина поліпептидного ланцюга білка становить 270 амінокислот, а молекулярна маса — 28 317.
| 10         |  | 20         |  | 30         |  | 40         |  | 50         |
| ---------- |  | ---------- |  | ---------- |  | ---------- |  | ---------- |
| MATGTRYAGK |  | VVVVTGGGRG |  | IGAGIVRAFV |  | NSGARVVICD |  | KDESGGRALE |
| QELPGAVFIL |  | CDVTQEDDVK |  | TLVSETIRRF |  | GRLDCVVNNA |  | GHHPPPQRPE |
| ETSAQGFRQL |  | LELNLLGTYT |  | LTKLALPYLR |  | KSQGNVINIS |  | SLVGAIGQAQ |
| AVPYVATKGA |  | VTAMTKALAL |  | DESPYGVRVN |  | CISPGNIWTP |  | LWEELAALMP |
| DPRATIREGM |  | LAQPLGRMGQ |  | PAEVGAAAVF |  | LASEANFCTG |  | IELLVTGGAE |
| LGYGCKASRS |  | TPVDAPDIPS |  |            |  |            |  |            |

A: Аланін

C: Цистеїн

D: Аспарагінова кислота

E: Глутамінова кислота

F: Фенілаланін

G: Гліцин

H: Гістидин

I: Ізолейцин

K: Лізин

L: Лейцин

M: Метіонін

N: Аспарагін

P: Пролін

Q: Глутамін

R: Аргінін

S: Серин

T: Треонін

V: Валін

W: Триптофан

Кодований геном білок за функцією належить до оксидоредуктаз. 
Задіяний у таких біологічних процесах, як метаболізм ліпідів, метаболізм стероїдів. 
Білок має сайт для зв'язування з НАД. 
Локалізований у цитоплазмі.